# The Timberland Company
The Timberland Company este o companie care produce și comercializează încălțăminte, din Statele Unite.
Compania a fost înființată în 1918, ca o mică fabrică producătoare de încălțăminte din Boston, Massachusetts.
Marca Timberland a fost lasată în anul 1973, pentru pantofii rezistenți la apă.
În 1978 și 1979, Timberland și-a diversificat paleta de articole intrducând pantofi casual, anii '80 fiind cei care au consacrat brandul Timberland drept un brand internațional care simboliza un anumit lifestyle.
Cifra de afaceri în 2005: 1,2 miliarde dolari